# Inteligencia lógico-matemática
La inteligencia lógico-matemática es una de las inteligencias componentes del modelo propuesto por Howard Gardner en su teoría de las inteligencias múltiples.

## Definición
Es la capacidad que sirve para utilizar los números de manera efectiva, reconocer patrones y de razonar adecuadamente empleando el pensamiento lógico-matemático. Es un tipo de inteligencia formal según la clasificación de Howard Gardner, y se manifiesta comúnmente cuando se trabaja con conceptos abstractos o argumentaciones de carácter complejo.
Esta inteligencia permite resolver problemas de lógica y de matemática, y es fundamental en las personas de formación científica; en la antigua concepción "unitaria" de la inteligencia era la capacidad predominante. 
Las personas que tienen un nivel alto en este tipo de inteligencia poseen sensibilidad para realizar esquemas y relaciones lógicas, afirmaciones, proposiciones, funciones y otras abstracciones relacionadas. Un ejemplo de ejercicio intelectual de carácter afín a esta inteligencia es resolver pruebas que miden el cociente intelectual.
También se refiere a un alto razoncimio 
numérico, la capacidad de resolución, comprensión y planteamiento de elementos aritméticos, en general en resolución de problemas.

## Inteligencia lógico-matemática: características, ejemplos y actividades para mejorarla
Tradicionalmente, la inteligencia lógico-matemática, junto a la lingüística, se han considerado representativas del concepto de inteligencia en general. Es por ello que han predominado en el sistema educativo formal y el ambiente académico. Este tipo de inteligencia es de gran complejidad y va mucho más allá de las matemáticas. Además, implica la capacidad de razonamiento y establecimiento de relaciones, entre otras. Si quieres descubrir más sobre esta inteligencia, no dejes de leer este artículo: Inteligencia lógico-matemática: características, ejemplos y actividades para mejorarla.

### Qué es la inteligencia lógico-matemática
La inteligencia lógico-matemática es una de las nueve inteligencias identificadas por el psicólogo Howard Gardner en su Teoría de las Inteligencias Múltiples. Esta nueva concepción del intelecto desafió el concepto de unidad en la inteligencia, prevalente en el sistema académico occidental.

### Definición
¿Qué es la inteligencia lógico-matemática? La inteligencia lógico-matemática es la capacidad para utilizar los números de manera efectiva, así como aplicar el análisis y el razonamiento de manera adecuada. Esta inteligencia se relaciona con el pensamiento abstracto y científico y engloba tanto la habilidad matemática como la capacidad lógica.
Las matemáticas estudian la abstracción, las relaciones y operaciones numéricas, mientras que la lógica hace referencia a los procesos de análisis y razonamiento. Ambas habilidades están íntimamente relacionadas, sin embargo, no son indisociables. Por lo que una persona puede presentar una habilidad lógica bastante superior a la matemática y viceversa. La inteligencia lógico-matemática constituye una habilidad compleja y se compone de los cálculos matemáticos, el pensamiento lógico, el razonamiento inductivo y deductivo, la resolución de problemas, la identificación de patrones y relaciones, el planteamiento y la verificación de hipótesis.
La inteligencia lógico-matemática se manifiesta desde la infancia, dado que se ha corroborado la existencia de un sentido innato de cantidad y estimación temprano. Posteriormente, se adquiere el pensamiento lógico, abstracto y matemático mediante el aprendizaje. Esta capacidad involucra competencias tanto lingüísticas, visoespaciales, de planificación, como de memoria de trabajo. La complejidad competencial de esta inteligencia explica que su localización cerebral se ubique en diversas áreas de ambos hemisferios, entre ellas el lóbulo parietal izquierdo, las áreas temporales y occipitales de asociación, así como el lóbulo frontal.

### Características
Las personas con un alto desarrollo de esta inteligencia presentan generalmente una serie de características. A continuación listamos las principales características de la inteligencia lógico-matemática:
- Dominio de las nociones de cantidad, tiempo y causa y efecto.
- Habilidad para hallar una solución de tipo lógica a los problemas. Este proceso de resolución puede ser muy rápido.
- Manejo con lo numérico en general y las operaciones matemáticas.
- Elevadas habilidades para el análisis y el razonamiento.
- Disfrutan de la realización de experimentos y extracción de conclusiones a partir de ellos.
- Capacidad para formular y verificar distintas hipótesis.
- Habilidad para trazar relaciones y conexiones entre diferentes elementos, lo que se relaciona con su alta capacidad de clasificación y categorización.
- Facilidad en la estimación y memoria de diferentes signos numéricos.
- Suelen recurrir al uso de listas y esquemas en la organización de la información.
- Presentan curiosidad acerca de los fenómenos naturales y en su día a día, realizando una investigación, deducciones y búsqueda de soluciones o respuestas.
- Son personas que generalmente presentan un pensamiento racional y una metodología científica que aplican también en su vida diaria, en la toma de decisiones etc.
- La gente con este tipo de inteligencia suele ser organizada, metódica, con capacidad de planificación y de resolución de problemas de la vida cotidiana. También se caracterizan por ser curiosas e inquisitivas.
- Habilidad para el cálculo mental y monetario.
- Facilidad e interés por la resolución de puzles, rompecabezas, problemas y desafíos mentales.
- Buen desempeño en juegos de habilidad que implican estrategia.
- Desarrollo de la metacognición, es decir, de la conciencia, supervisión y control sobre los procesos de pensamiento y aprendizaje, así como sobre el propio rendimiento y desempeño de ellos. Esta capacidad metacognitiva facilita la detección de errores propios y la extracción del máximo rendimiento de las habilidades cognitivas.

### Profesiones
Por las características de la inteligencia lógico matemática, los oficios que se asocian con esta capacidad son aquellos del campo de la ingeniería, la economía, la ciencia y la investigación, la matemática, la física, la química, la contabilidad, etcétera.

### Ejemplos
Para comprender mejor la inteligencia lógico-matemática, presentaremos ejemplos. Algunas personas han destacado a lo largo de la historia por su extrema inteligencia lógico-matemática son las siguientes:
Katherine Jonson, Dorothy Vaughan y Mary Jackson: fue un grupo de mujeres afroamericanas matemáticas. Sus cálculos en la NASA fueron decisivos para la llegada a la Luna. Los problemas y las operaciones las realizaron casi en su totalidad a mano, por lo que fueron apodadas como “ordenadores humanos”. Además, tuvieron que enfrentarse constantemente a las dificultades de ser mujeres y negras en el mundo de la ciencia.
Sofia Kovalévskaya: fue una matemática rusa de etnia gitana. Realizó grandes contribuciones al campo del análisis, la mecánica y las ecuaciones. Fue la primera mujer en lograr una plaza como profesora universitaria en Europa, en el año 1881.
Alan Turing: fue un matemático británico, considerado uno de los precursores de la informática. Trabajó durante la Segunda Guerra Mundial en el desciframiento de los códigos nazis, gracias a lo que se estima que se acortó la duración de este período bélico entre dos y cuatro años. Asimismo, realizó grandes contribuciones en el campo de la inteligencia artificial.
En cuanto a ejemplos cotidianos, las personas con esta inteligencia presentan una habilidad para calcular el coste de la compra o cuánto debe ser el cambio al pagar, así como son capaces de realizar con facilidad listas y la planificación de la agenda.

### Actividades
La inteligencia lógico-matemática no sólo es útil en el campo académico y de la ciencia, sino que facilita la capacidad de desenvolverse en el mundo, así como de entenderlo. Dada la necesidad de estimulación de esta capacidad, es interesante saber cómo desarrollar la inteligencia lógico-matemática en adultos. A continuación te presentamos una serie de actividades para desarrollar el pensamiento lógico-matemático y juegos para potenciar la inteligencia lógico-matemática:
Realizar puzzles y rompecabezas: estas actividades no deberían limitarse únicamente a la etapa de la infancia. Actualmente existen una gran variedad de juegos para potenciar la inteligencia lógico-matemática dirigidos a la edad adulta que pueden ayudar en la estimulación y mantenimiento de esta capacidad.
Usar esquemas y listas en el día a día: empezar a hacer uso de estos recursos tanto en la organización y planificación del día a día, de las tareas, como en el proceso de toma de decisiones, fomenta el desarrollo de un pensamiento más lógico-matemático.
Realizar visitas científicas: acudir a lugares como museos u observatorios pueden promover el interés y el aprendizaje por este campo.
Hacerse preguntas: otro de los ejercicios para desarrollar la inteligencia lógico-matemática es plantearse preguntas acerca de una serie de fenómenos del día a día o del funcionamiento de ciertos objetos acerca de los que jamás hemos reflexionado debido a su cotidianeidad. Se pueden realizar una serie de hipótesis y posteriormente buscar información sobre ellos.
Descubrir: el aprendizaje mediante descubrimiento también es recomendable para el estímulo de esta inteligencia. Un ejemplo de ello sería intentar intuir el funcionamiento de un objeto, desmontarlo posteriormente y realizar un análisis de sus piezas.
Reflexionar: actualmente en la era de la información es habitual plantearse una pregunta pero no pararse a pensar sobre ello, ya que podemos buscar la respuesta en segundos a través de la tecnología. Es positivo reflexionar unos minutos acerca de aquello que nos hemos planteado, intentar intuir la respuesta, trazar relaciones o conexiones con el conocimiento que ya poseemos, y establecer mentalmente una serie de hipótesis o deducciones antes de averiguar la solución por otros medios.
Calcular: hacer el esfuerzo por realizar y enfrentar pequeños cálculos del día a día mentalmente, como el precio de la compra y el valor del cambio, la distancia recorrida en km a lo largo de un día, cuánto tiene que pagar cada persona en una cena de grupo, etc son ejercicios que ayudan a desarrollar la inteligencia lógico-matemática.
Desarrollar la curiosidad: fomentar la curiosidad por los acontecimientos diarios, así como buscar los conceptos o ideas del campo lógico-matemático que aparezcan en conversaciones o lecturas para incorporarlos a nuestro conocimiento.
Realizar juegos lógicos y/o matemáticos: actualmente existen un gran número de juegos de mesa que promueven el desarrollo de esta capacidad, así como juegos de estrategia y de lógica. Además, son una buena elección, ya que existen opciones tanto individuales como colectivas. Jugar con otras personas puede resultar más amenos en diversas ocasiones, así como posibilita aprender de otras personas. Hoy en día también existen una gran cantidad de escape rooms, en las que de manera grupal deben resolverse una serie de acertijos y problemas de lógica. Aquí encontrarás juegos para mejorar la memoria.